# Поронайский район
Порона́йский район — административно-территориальная единица (район), в границах которой вместо упразднённого одноимённого муниципального района образовано муниципальное образование Поронайский городской округ в Сахалинской области России.
Административный центр — город Поронайск.

## География
Расположен в восточной части острова Сахалин вдоль побережья Охотского моря.
Поронайский район приравнен к районам Крайнего Севера.
Площадь Поронайского района составляет 7284,27 км², площадь городского округа до объединения с Вахрушевом — 7193,71 км².

## История
5 июня 1946 года был образован Поронайский район в составе Южно-Сахалинской области Хабаровского края. 2 января 1947 года Южно-Сахалинская область была ликвидирована, её территория включена в состав Сахалинской области, которая была выведена из состава Хабаровского края. В 1963-1965 годах был упразднён. В 1965 году из состава района был выделен Смирныховский район, в 1996 году посёлок городского типа Вахрушев стал самостоятельным муниципальным образованием.
Городской округ образован 1 января 2005 года, в современных границах с 13 июля 2012 года. До 2006 года основным наименованием являлось Поронайский район, с 2006 также — городской округ «Поронайский». После 2012 года, с момента объединения с городским округом «Вахрушев», —  утверждено наименование Поронайский городской округ.
Законом Сахалинской области от 13 июля 2012 года № 79-ЗО, муниципальные образования городской округ «Вахрушев» и городской округ «Поронайский» были преобразованы в муниципальное образование Поронайский городской округ.

## Население
| 1959    | 1970    | 1979    | 1989    | 2002    | 2009    | 2010    |
| ------- | ------- | ------- | ------- | ------- | ------- | ------- |
| 59 382  | ↘44 302 | ↘43 675 | ↗43 948 | ↘28 811 | ↘26 293 | ↘21 686 |
| 2011    | 2012    | 2013    | 2014    | 2015    | 2016    | 2017    |
| ↘21 582 | ↘21 231 | ↗22 833 | ↘22 466 | ↘22 210 | ↘21 950 | ↘21 788 |
| 2018    | 2019    | 2020    | 2021    | 2023    |         |         |
| ↘21 622 | ↘21 578 | ↗21 592 | ↘20 880 | ↘20 472 |         |         |

## Населённые пункты
В состав района  (городского округа) входят 13 населённых пунктов:
| №  | Населённый пункт | Тип населённого пункта        | Население |
| -- | ---------------- | ----------------------------- | --------- |
| 1  | Вахрушев         | пгт                           | ↘1441     |
| 2  | Восток           | село                          | ↘1510     |
| 3  | Гастелло         | село                          | ↘511      |
| 4  | Забайкалец       | село                          | ↘121      |
| 5  | Леонидово        | село                          | ↘763      |
| 6  | Лермонтовка      | село                          | ↘10       |
| 7  | Майское          | село                          | ↘42       |
| 8  | Малиновка        | село                          | ↘114      |
| 9  | Матросово        | село                          | ↘61       |
| 10 | Поронайск        | город, административный центр | ↘15 953   |
| 11 | Соболиное        | село                          | ↘0        |
| 12 | Тихменево        | село                          | ↘207      |
| 13 | Трудовое         | село                          | ↘0        |

Упразднённые населённые пункты:
- 2001 год — посёлок Котиково Соболинского сельского округа, Владимирово, Возвращение Забайкальского сельского округа[34].